# Stanisław Łańcucki

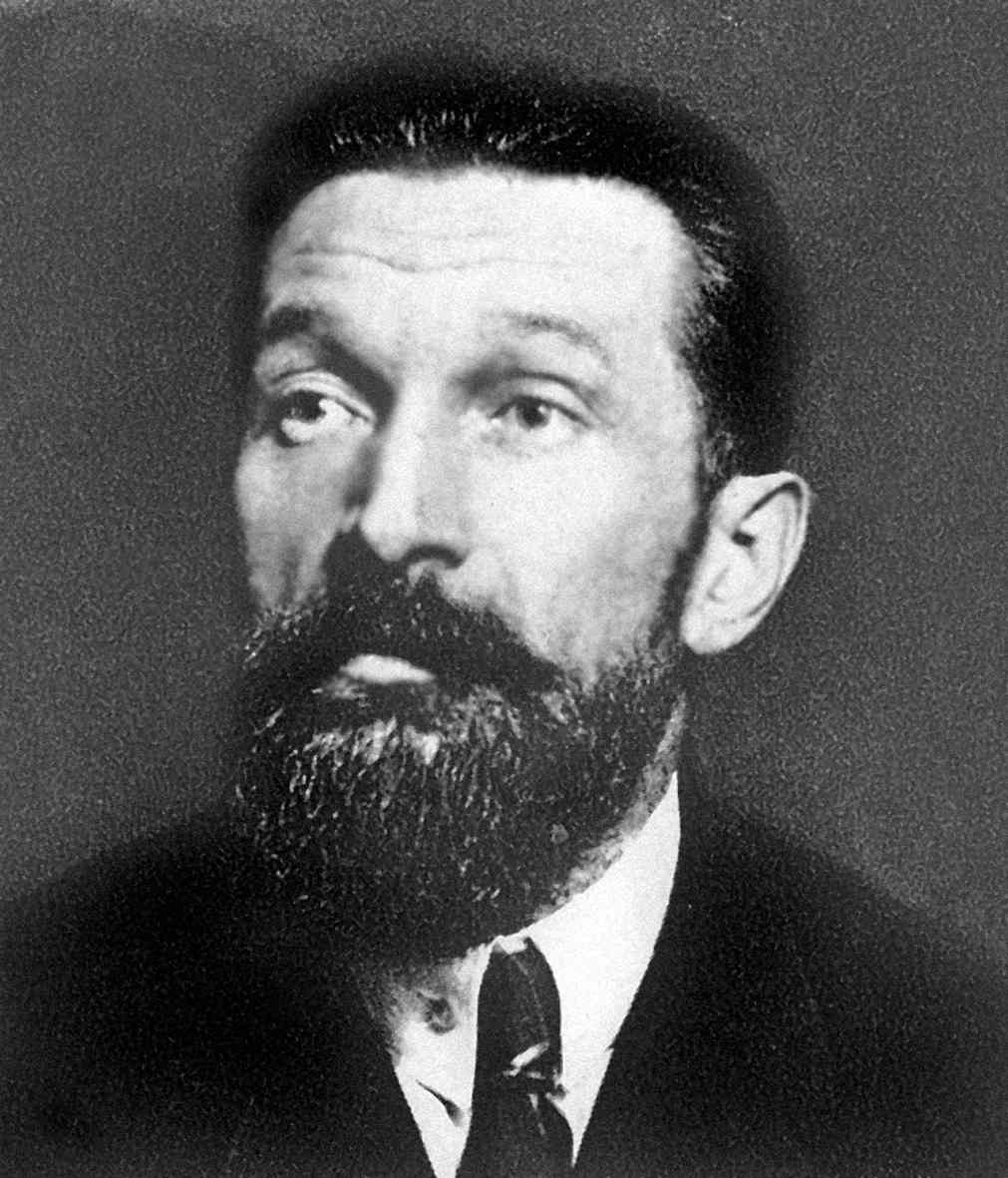
Stanisław Łańcucki

Stanisław Łańcucki (rus. Станислав Францевич Ланцуцкий; * 6. November 1882 in Grochowce bei Przemyśl; † 20. September 1937 in Moskau) war ein polnischer Politiker (PPSD und KPP).

## Leben
Aus einer Arbeiterfamilie kommend arbeitete Łańcucki nach dem Ende seiner Volksschulzeit zunächst auf dem Bau, bevor er sich zum Schlosser weiterbildete und danach in verschiedenen Fabriken arbeitete. In den ersten Jahren des 20. Jahrhunderts beteiligte er sich erstmals als Mitorganisator an verschiedenen Streiks. Das zweite Jahrzehnt des 20. Jahrhunderts, also auch die Zeit des Ersten Weltkrieges, verbrachte er u. a. in Paris, Prag und Wien.
Bereits seit 1900 Mitglied der Polnischen Sozialdemokratischen Partei Galiziens (PPSD) wurde er für diese 1919 in den verfassungsgebenden Sejm gewählt. 1921 wechselte er als Abgeordneter in die Fraktion der polnischen Kommunisten. 1922 wurde er für deren Liste (Związek Proletariatu Miast i Wsi; dt.: Bund des Proletariats der Städte und Dörfer) im Kreis Będzin wieder in den Sejm gewählt. Am 18. Dezember 1924 stimmte eine Mehrheit des Sejms dafür, seine Immunität als Abgeordneter aufzuheben. In derselben Nacht wurde er verhaftet und kurz darauf in das Gefängnis von Przemyśl gebracht. 1925 wurde er für kurze Zeit frei gelassen, jedoch bereits im September desselben Jahres wegen staatsfeindlicher Tätigkeit erneut inhaftiert und für 3 weitere Jahre verurteilt. 1928 kam er schließlich wieder frei und verließ Polen 1929 in Richtung Sowjetunion, wo er aufgrund seiner Tätigkeit als Streikführer und Mitglied der Kommunistischen Partei Polens eine Sonderrente erhielt.
1937 wurde Łańcucki im Zuge des Großen Terrors und der polnischen Operation des NKWD verhaftet und wegen der vermeintlichen Mitgliedschaft in einer polnischen nationalistischen Terrororganisation, welche ähnlich der Polnischen Militärorganisation während des Ersten Weltkriegs Sabotage- und Spionageakte in der UdSSR durchgeführt haben sollte, zum Tode verurteilt und am 20. September 1937 hingerichtet. Am 29. April 1955 wurde das Urteil durch das oberste Militärgericht der UdSSR aufgehoben und Łańcucki offiziell rehabilitiert.